# Wiktor Fiodorow
Wiktor Iwanowicz Fiodorow, ros. Виктор Иванович Фёдоров (ur. 27 sierpnia 1928 w Moskwie, Rosyjska FSRR, zm. 3 marca 1989 w Moskwie, Rosyjska FSRR) – rosyjski piłkarz, grający na pozycji napastnika, trener piłkarski.

## Kariera piłkarska
Wychowanek Sekcji Stadionu Junych Pionierow, gdzie zaprzyjaźnił się z Siergiejem Korszunowym, z którym kontynuował karierę w kolejnych klubach. Pierwszy trener Władimir Blinkow. W 1946 razem z Korszunowym rozpoczął karierę piłkarską w drużynie Krylja Sowietow Moskwa. W 1948 roku przeszedł do WWS Moskwa. W 1953 bronił barw klubów MWO Moskwa i Torpedo Moskwa. W 1954 został piłkarzem wojskowego CDSA Moskwa, w którym zakończył karierę piłkarza w roku 1956.

## Kariera trenerska
Po zakończeniu kariery piłkarza kontynuował służbę w wojsku, a w 1963 rozpoczął karierę szkoleniowca. Jako major został mianowany na stanowisko starszego trenera i dyrektora technicznego w SKA Odessa. Z odeskim klubem w ciągu dwóch sezonów awansował z 3 do 1 ligi. Jednak debiutowy sezon w 1965 przez incydent z piłkarzami drużyny był nieudany. Na początku 1966 został zmieniony przez Aleksieja Mamykina.

## Kariera wojskowa
Po zakończeniu pracy trenerskiej powrócił do kariery wojskowej. Pracował w Ministerstwie Obrony ZSRR. W hierarchii wojskowej awansował do rangi generałmajora. Fiodorow został drugim (i ostatnim) radzieckim piłkarzem, który został generałem, na pierwszym miejscu jest piłkarz powojennego CDKA Jurij Nyrkow.
3 marca 1989 zmarł w Moskwie w wieku 60 lat. Został pochowany na działce nr 25 na Cmentarzu Wagańkowskim w Moskwie.

## Sukcesy i odznaczenia

### Sukcesy piłkarskie
WWS Moskwa
- wicemistrz Turnieju Komitetu Sportu ZSRR: 1952

Torpedo Moskwa
- brązowy medalista Mistrzostw ZSRR: 1953

CDSA Moskwa
- zdobywca Pucharu ZSRR: 1955
- brązowy medalista Mistrzostw ZSRR (2): 1955, 1956

### Sukcesy trenerskie
SKA Odessa
- wicemistrz Drugiej Grupy Klasy A ZSRR: 1964
- mistrz Ukraińskiej SRR: 1963

### Odznaczenia
- tytuł Mistrza Sportu ZSRR: 1963
- tytuł Zasłużonego Trenera Ukraińskiej FSRR: 1963